# 上田辰之助
上田 辰之助（うえだ たつのすけ、1892年2月2日 - 1956年10月13日）は、日本の経済学者、思想史家。一橋大学名誉教授。日本学士院会員。ペンシルベニア大学博士。正三位勲一等瑞宝章、イタリア王国コンメンダトーリ・コローナ・イタリヤ受章。

## 人物・経歴
東京市日本橋小網町出身。実家は上田回漕店。東京府立第一中学校（現東京都立日比谷高等学校）を経て、1914年に東京高等商業学校（現一橋大学）を卒業。1916年、同校専攻部貿易科を卒業し同校講師に就任。1917年には教授に昇格。1918年からペンシルベニア大学に留学して海運論を研究。1920年、ペンシルベニア大学博士（Ph.D.）。一橋では上田貞次郎教授に師事した。
1920年から東京商科大学（現一橋大学）附属商業専門部教授。アメリカ合衆国からイギリス、フランス留学を経て、1922年に帰国。同年から東京商科大学講師、1923年から同大助教授、1931年から同教授、1949年から一橋大学経済学部長・教授及び日本学士院会員。1953年に一橋大学社会学部教授に就任し、1955年に定年退官。一橋大学名誉教授、国際基督教大学客員教授。1956年明治学院大学兼任教授。同年心臓麻痺により急逝。
この間1923年から普連土女学校（現普連土学園中学校・高等学校）評議員、1924年から教員検定委員会臨時委員、1933年から1936年まで文部省語学教育研究所理事、1942年北京輔仁大学経済学・社会学客座教授、1945年大倉山文化科学研究所（現大倉精神文化研究所）所長。
1921年にロンドン大学でクエーカー教に入信したクエーカー教徒であり、トマス・アクィナスの思想の研究などを行った。上田ゼミナール出身者には矢島鈞次（東京工業大学名誉教授）、大平正芳（元総理大臣）、田島義博（元学習院院長）、小原敏人（元日本ガイシ社長）、八尋俊邦（元三井物産社長）などがいる。
1932年正五位勲四等瑞宝章、1937年勲三等瑞宝章、1938年従四位高等官一等、1941年イタリア王国からコンメンダトーリ・コローナ・イタリヤ受章、1943年正四位、1944年勲二等瑞宝章、1956年正三位勲一等瑞宝章。

## 著書
- 『聖トマス経済学 : 中世経済学史の一文献』刀江書院 1933年
- 『トマス・アクィナス (社会科学の建設者人と学説叢書 ; 第2)』三省堂 1934年
- 『古代　及び　中世経済学史』日本評論社 1939年
- 『経済人職分人』理想社 1942年
- 『蜂の寓話 : 自由主義経済の根底にあるもの』新紀元社 1950年